# Kwakoegron
Kwakoegron (Land van Kwakoe, soms ook gespeld als Kwakugron) is een dorp en ressort in Suriname in het district Brokopondo.
In het oosten grenst het ressort Kwakoegron aan de ressorten Maréchalkreek, Klaaskreek en Brownsweg, in het zuidwesten aan het district Sipaliwini en in het noordwesten aan het district Para.
In 2012 had Kwakoegron volgens cijfers van het Centraal Bureau voor Burgerzaken (CBB) 263 inwoners, een fikse toename vergeleken met 102 inwoners in 2004. Het overgrote deel bestaat uit Marrons (officieel 78%, maar zonder de mensen die vallen onder de  ‘weet niet’-categorie is dit 93%). 

## Galerij

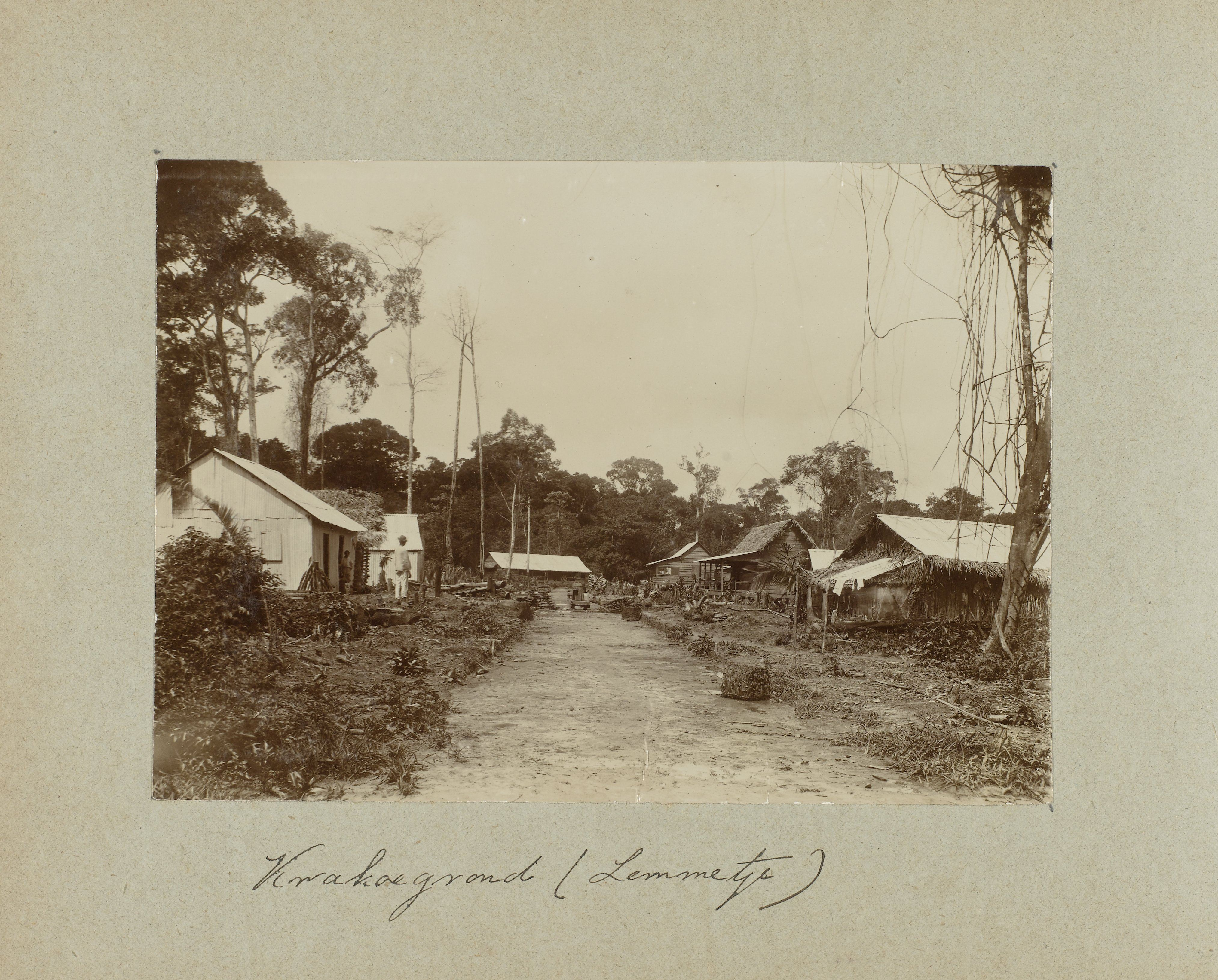
Kwakoegrond (1905)
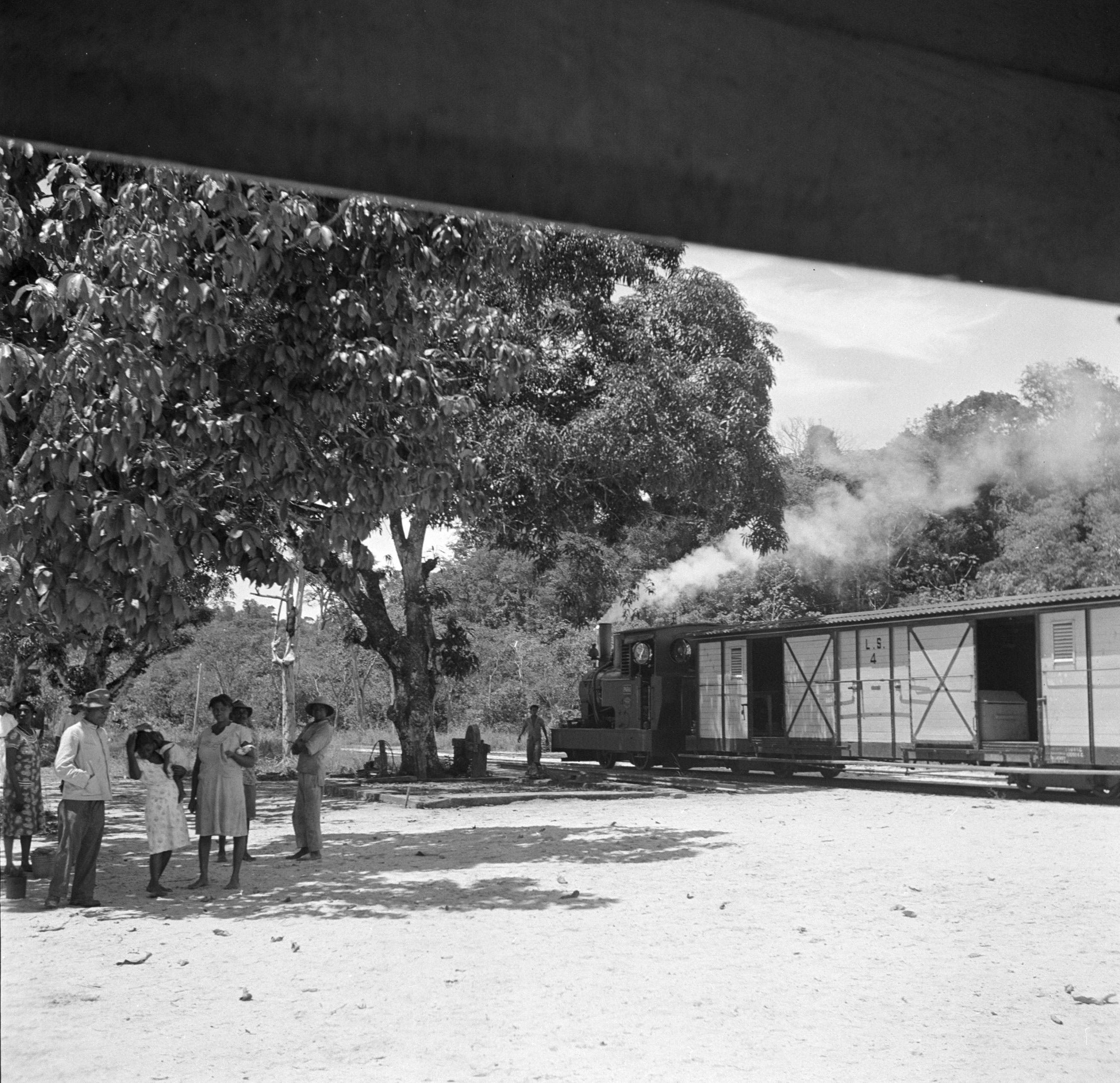
Trein op het station (1947)
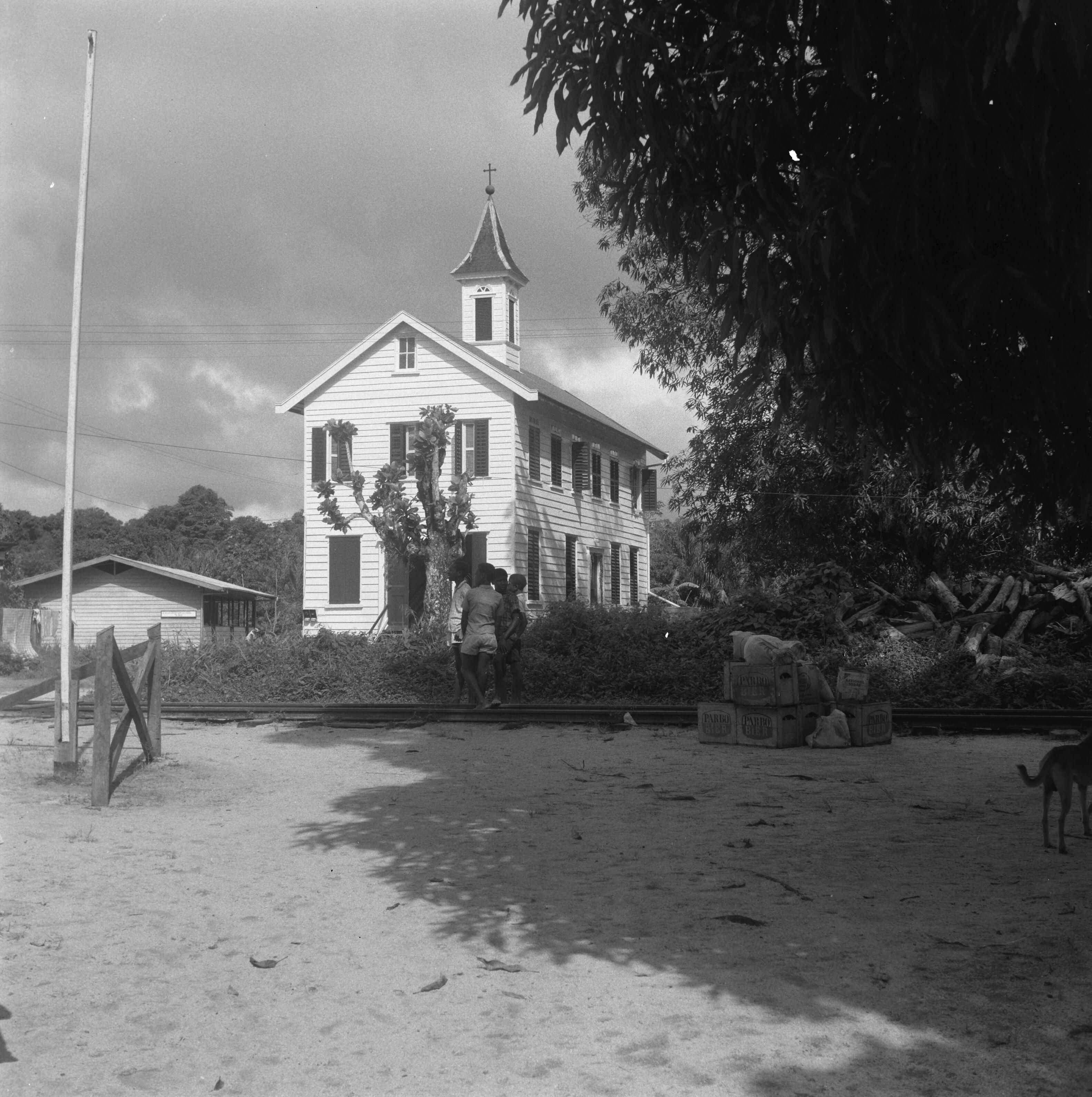
Kerk (1971)